# Suddenly
"Suddenly" (em português:  "De Repente") é o quarto e ultimo single do álbum de estréia da cantora norte-americana Ashley Tisdale, "Headstrong". O single teve seu lançamento em dia 21 de abril de 2008, na Alemanha em 2 de maio de 2008, e em outros países, mas não chegou a ser lançado oficialmente nos Estados Unidos. 

## Informações sobre a Música
Foi escrita por Janice Robinson e a própria Ashley, e produzida por Guy Roche. O single conta com a participação de violinos e teclados, fazendo dela uma forte balada.

## Videoclipe
O clipe foi dirigido por Scott Speer e foi lançado em 6 de Novembro de 2007, junto com os clipes, "He Said She Said" e "Not Like That", no primeiro DVD da cantora, "There's Something About Ashley". No vídeo, podemos ver a Ashley num fundo branco com luzes, mesmo fundo que se transforma em um enorme show. Podemos ver também algumas cenas dos bastidores da turnê High School Musical: The Concert pelo mundo. Kara DioGuardi, Josh Henderson e Leona Lewis fazem uma pequena participação no clipe, eles também aparecem em outros clipes da cantora. No Brasil o clipe foi exibido várias vezes em canais musicas como a MTV, Multishow e Mix TV. 

## Apresentações
Ashley fez apenas uma performance ao vivo dessa música em novembro de 2007, junto com a música natalina "Last Christmas" no "75º Christmas in Rockefeller Center" em Nova York.

## Singles
Suddenly - EP
1. "Suddenly" (Album version) – 3:40
2. "Who I Am" (Non-album track) – 3:17
3. "It's Life" (Non-album track) – 3:47

Maxi CD Single
1. "Suddenly" (Album version) – 3:40
2. "Who I Am" (Non-album track) – 3:17
3. "It's Life" (Non-album track) – 3:47
4. "Suddenly" (Music video) – 4:09

2-Track Single
1. "Suddenly" (Album version) – 3:40
2. "Who I Am" (Non-album track) – 3:17

## Charts
| Chart (2008)                             | Posição |
| ---------------------------------------- | ------- |
| Estados Unidos iTunes Top 100 Pop Videos | 8       |
| Estados Unidos iTunes Top 100 Videos     | 23      |
| Alemanha Germany Singles Chart           | 45      |